# دنی ویلسون (بازیکن فوتبال، زاده ۱۹۹۱)
دنی ویلسون (انگلیسی: Danny Wilson؛ زادهٔ ۲۷ دسامبر ۱۹۹۱) بازیکن فوتبال اهل اسکاتلند است. وی در پست دفاع وسط در باشگاه فوتبال سپاهان اصفهان، [[لیگ برتر
خلیج فارس ایران ]] بازی می‌کند.

## باشگاهی
از باشگاه‌هایی که در آن بازی کرده‌است می‌توان به باشگاه فوتبال بلکپول، باشگاه فوتبال بریستول سیتی، باشگاه فوتبال لیورپول، باشگاه فوتبال رنجرز، باشگاه فوتبال هارت آف میدلوتیان، اشاره کرد.

## تیم ملی
وی همچنین در تیم‌های ملی فوتبال زیر ۱۷، ۱۹ و ۲۱ سال اسکاتلند و اسکاتلند بازی کرده‌است.